# García Gil Manrique
García Gil Manrique was de 92ste president van de Generalitat de Catalunya in Catalonië. Hij is geboren omstreeks 1575 in El Pobo de Dueñas in het bisdom Sigüenza in een welstellende familie. Hij studeerde theologie en filosofie aan de Universiteit Salamanca.
Hij was rector van het Studium Generale van Barcelona, de voorloper van de huidige Universiteit Barcelona (1626-1628), bisschop van Girona (1627-1633) en van Barcelona (1633-1651). Uit zijn tijd als bisschop in Girona is hij vooral bekend voor het feit dat hij als bisschop van Girona op 5 augustus 1630 de dadars van heiligschennis in de kerk van Viladamat van op de kansel in de ban van de kerk geslagen heeft, het begin van een traditie die veel van zijn opvolgers geïnspireerd heeft. In het diocesane priesterseminarie voerde hij «zang» als plichtvak in.
Hij werd president van de Generalitat de Catalunya op 9 oktober 1632 na een tweede stemming. Op 22 juli 1632 was in eerste instantie Lluís de Montcada i de Gralla uit de stad Vic verkozen. Montcada was ridder van de Orde van Sint-Jan en kanunnik, maar die is niet opgedaagd. Tijdens zijn mandaat had hij nogal wat problemen met koning Filips IV, die nogal veel geld wilde voor de financiering van zijn militaire operaties en vooral voor de Dertigjarige Oorlog (1618-1648). Filips had van paus Urbanus VIII 600.000 kronen gekregen. Deze laatste probeerde dat geld in zijn bisdommen en abdijen terug te halen. De Catalaanse bisschoppen waren het daarmee allesbehalve eens en Manrique had een dilemma: gehoorzamen aan zijn hiërarchische overste of ingaan op de wensen van zijn locale kerk, ondanks de druk, heeft hij de kant van de koning en de paus gekozen. In 1634 eiste de graaf van Cardona en Sogorb, dat het strategische kasteel van Perpinyà nu eindelijk maar eens moest hersteld worden, een geschil dat al sedert 1585 aansleepte. Boos over de geringe medewerking van de Generalitat, werden als straf alle konkinklijke instellingen in 1635 naar Girona overgebracht en verloor Barcelona zijn statuut als hoofdstad.
Aan het begin van de Maaiersopstand in 1640 werd hij benoemd tot plaatsvervanger van koning Filips IV van Spanje in Catalonië, toen zijn voorganger, Enric d'Aragó na slechts één maand schielijk overleden was, waarschijnlijk vergiftigd. Toen de Franse koning Lodewijk XIII (1601-1643) zich middenin de Dertigjarige Oorlog in 1640 tot graaf van Barcelona had uitgeroepen, weigerde Manrique hem trouw te zweren en werd in 1642 verbannen. Daarna heeft hij zich in zijn geboortedorp teruggetrokken. De bisschopszetel bleef vacant tot 1656.
Manrique is in 1651 overleden en werd in El Pobo begraven.